# Płaszczyzna Z
Płaszczyzna Z, płaszczyzna z – płaszczyzna zmiennych zespolonych uzyskanych na drodze przekształcenia do dziedziny {\displaystyle z} za pomocą transformaty Z – w teorii sterowania jedno z fundamentalnych narzędzi analizy i syntezy układów dyskretnych. Jej odpowiednikiem dla układów czasu ciągłego jest płaszczyzna S.

## Własności
Zmienna {\displaystyle z} jest zmienną zespoloną z częścią rzeczywistą i częścią urojoną. Innymi słowy {\displaystyle z} można zdefiniować w następujący sposób:
{\displaystyle z=\operatorname {Re} (z)+j\operatorname {Im} (z).}
Jako że zmienna {\displaystyle z} może być rozbita na dwa niezależne komponenty, to często sensowne jest przedstawienie tej zmiennej na płaszczyźnie Z, gdzie oś pozioma reprezentuje rzeczywistą część {\displaystyle z,} a pionowa oś – amplitudę urojonej części {\displaystyle z.}
Warto przy tym zauważyć, że jeśli zdefiniujemy {\displaystyle z,} korzystając z wyrażeń transformaty z gwiazdką:
{\displaystyle z=e^{sT},}
to można dokonać rozdzielenia {\displaystyle s} na część rzeczywistą i urojoną:
{\displaystyle s=\sigma +j\omega .}
Po włączeniu powyższego do równania na {\displaystyle z} uzyskuje się:
{\displaystyle z=e^{(\sigma +j\omega )T}=e^{\sigma T}e^{j\omega T}.}
Korzystając z wzoru Eulera, można rozdzielić eksponentę zespoloną jako:
{\displaystyle z=e^{\sigma T}(\cos(\omega T)+j\sin(\omega T)).}
Jeśli ponadto zdefiniuje się nowe zmienne {\displaystyle M} i {\displaystyle \phi ,} takie że:
{\displaystyle M=e^{\sigma T},}
{\displaystyle \phi =\omega T,}
można zapisać {\displaystyle z} korzystając z wyrażeń {\displaystyle M} i {\displaystyle \phi ,} jako równanie Eulera:
{\displaystyle z=M\cos(\phi )+jM\sin(\phi ).}
Co stanowi reprezentację biegunową (polarną) zmiennej {\displaystyle z,} z amplitudą funkcji biegunowej {\displaystyle (M)} opartą na części rzeczywistej zmiennej {\displaystyle s,} a kąt funkcji biegunowej {\displaystyle (\phi )} oparty jest na urojonej części {\displaystyle s.}

## Notacja
Uwaga: Ściśle rzecz biorąc nazwy zmiennych zapisuje się małą literą (np. zmienna {\displaystyle s}) a płaszczyzn i transformat dużą: płaszczyzna Z, transformata Z. W praktyce jednak nie zawsze jest to przestrzegane i spotyka się zapisy w każdym przypadku, także z małą literą np. płaszczyzna z.